# 申氏石坊
申氏石坊即徐思迈妻申氏节孝坊，位于山东省菏泽市成武县张楼乡徐老家村，是中华人民共和国山东省文物保护单位之一。
建于清乾隆五十二年（1787年）。1992年6月12日，授予山东省文物保护单位，是一座古建筑及历史纪念建筑。